# فال هالر
فال هالر (بالإنجليزية: Val Haller)‏ هو عازف قيثارة بريطاني، ولد في 1952، وتوفي في 16 ديسمبر 2012.